# Distrito de Castrovirreyna
El distrito de Castrovirreyna es uno de los trece que conforman la provincia de Castrovirreyna, ubicada en el departamento de Huancavelica, en el Sur del Perú. Limita por el Norte con la provincia de Huancavelica, por el Sur con la provincia de Huaytará, por el Este con el distrito de Santa Ana y por el Oeste con los distritos de Ticrapo, Cocas, Mollepampa, Huachos, Arma y Aurahuá.

## Etimología
Según la leyenda se dice que aproximadamente en los años de 1590 a 1600 se creó la ciudad de Castrovirreyna. Cuando una mañana en el palacio del Virrey Don García Hurtado de Mendoza presentándose un indio en el patio del palacio, seguido de varias llamas cargadas de barra1, de plata, solicitando la merced de hablar con la virreina. Acogió le ella con su genial bondad, y e. indio después de obligarla a aceptar, como si fuesen biscochuelos, las consabidas barras y excusarse por la mezquindad del agasajo, le pidió que sacase de pila una hija que en su pueblo le había nacido. Doña Teresa, por más honrar al compadre, "no quiso conferir poder para que otra persona la representase como madrina y prometió que antes de quince días se pondría en camino para la sierra. Loco de orgullo y de gusto salió el indio de palacio y sin pérdida de tiempo regreso a su hogar para preparar un recibimiento digno de comadre de tanto fuste.
Cinco o seis semanas después Doña Teresa de Castro, con varias señoras de Lima. un respetable oidor de la audiencia, tres capellanes, gran séquito de hidalgos y cincuenta soldados de a caballo hacia su entrada en el miserable pueblecito del indio. Éste había tapizado con barras de plata el espacio que mediaba entre el sitio donde se apeó la virreina y la puerta de su choza.
Al siguiente día tuvo efecto la ceremonia bautismal y la formación de una nueva villa, llamada Castrovirreyna en honor a la virreina Teresa de Castro.
La nueva villa progreso mucho con la abierta protección que le dispensara el virrey D. García quien para impulsar el laboreo de las minas concedió dos mil mitayos o peones.

## Creación Política
ACUERDO DE CONSEJO REGIONAL Nº 022 -2004-GR-HVCA/CR
```
                                                   Huancavelica, 17 de mayo de 2004
```

```
           VISTO:
El acta del Consejo Regional de Huancavelica de Sesión Ordinaria
celebrada el 15 de junio de 2004, con el voto unánime de sus integrantes y;
           CONSIDERANDO:
Que, conforme dispone el artículo 191 de la Ley Nº 27680 –Ley de
Reforma Constitucional, del Capítulo XIV, del Título IV, sobre Descentralización, los Gobiernos
Regionales tienen autonomía, política, económica y administrativa en los asuntos de su
competencia. Que, Decreto de Gobierno del Perú del 21 de junio de 1825, se crean
las Provincias de Angaraes, Tayacaja y Castrovirreyna, por lo que el Consejo Regional
aprobó la moción de saludo por conmemorarse el “179 ANIVERSARIO DE CREACION
           POLITICA “
En uso de sus atribuciones conferidas por la Ley Orgánica de los
Gobierno Regionales el Consejo Regional;
           ACUERDA:
   ARTÍCULO PRIMERO.- Apruébese la moción de saludo a las
Provincias de:
• Saludo a la 
Provincia de Tayacaja
, por conmemorarse “179 ANIVERSARIO DE
           CREACION POLITICA “
```

• Saludo a la Provincia de Angaraes, por conmemorarse “179 ANIVERSARIO DE
CREACION POLITICA “
• Saludo a la Provincia de Castrovirreyna, por conmemorarse “179 ANIVERSARIO DE
CREACION POLITICA “
ARTICULO SEGUNDO.- Encárguese el cumplimiento del presente
Acuerdo Regional a la Presidencia Regional a través de sus Órganos Estructurados.
Regístrese, Publíquese y Cúmplase

## Ubicación Geográfica
La Provincia de Castrovirreyna se encuentra ubicada a 3950 msnm. Pertenece al departamento del Huancavelica, sus límites son los siguientes:
Por el Norte.......Con la provincia de Yauyos - Lima
Por el Sur...........Con la provincia de Huaytara - Huancavelica
Por el Este..........Con la provincia de Huancavelica
Por el Oeste........Con las provincia de Pisco y Chincha - Ica
Existen dos vías por las cuales se puedes llegar de Lima a Castrovirreyna, la primera; por la carretera central partiendo de Lima, pasando por las ciudades de Huancayo, Huancavelica y terminando en Castrovirreyna.
La segunda; Por la panamericana sur que se inicia en de, Lima pasando por las provincias de Chincha, Pisco y llegando a Castrovirreyna.

## Autoridades

### Municipales
- 2011-2014[1]
  - Alcalde: Regidores: Edgar Raúl Ñahui Reyes, Movimiento regional AYNI.

### Religiosas
- Obispo de Huancavelica: Monseñor Isidro Barrio Barrio (2005 - ).

## Atractivos turísticos
Bajando el abra de Chonta, rumbo a Pisco, se inicia la meseta de Castrovirreyna, en ella se encuentran localizados no solo las lagunas más grandes y bellas del departamento de Huancavelica, entre ellas: Choclococha (a 68 km. de Huancavelica), Pultocc, Orcococha, San Francisco, Pacococha, en cuyas islas, islotes y playas se desarrolla una rica y variada fauna y flora Altoandina. Además, puede observarse a estancias y pueblos de criadores de alpacas, llamas y vicuñas, de características y costumbres muy singulares.
La ciudad de Castrovirreyna (a 4200 msnm), se encuentra prácticamente a las faldas de la majestuosa Eterna Bella Durmiente.
Visitar Castrovirreyna y admirar sus bellos y encantadores paisajes, es fácil, pues está a 116 km de la ciudad de Huancavelica.

## Festividades

### Niño Jesús de Praga
En la ciudad de Castrovirreyna se celebran dos importantes fiestas religiosas come; EL NIÑO JESÚS DE PRAGA El 6 de enero de cada año se celebra la festividad del niño Reyes de Praga a quien lo trajeron los españoles de Inglaterra por el año 1594, cuando en aquel tiempo se descubrieron las minas de oro y plata en Castrovirreyna, desde aquel tiempo se viene celebrando
con gran devoción dicha festividad se inicia el día 3 con el arreglo del Belén, con adornos naturales y artificiales el cual queda muy hermoso y de mucho agrado para toda la gente que va visitar año tras año de diferentes paites del Perú, el día 4 a partir de las cinco de la tarde se lleva
a cabo la llegada de los reyes magos, negritos, la recepción de las vicuñas (violín), Retumba (bombo ), chiringo Triangulo y se realiza la juramentación de 1as diferentes canchas de negritos,
orquestas y bandas, quienes delante de la efigie del niño se comprometen a bailar y participar hasta que termine la festividad, en dicho acto toman, un brebaje especial y luego reunidos todos los grupos o canchas de negritos y músicos llevan en procesión al niño de la iglesia hacia el Belén luego se van a dormir a su ccarpuna o casa del mayordomo de donde no pueden salir por ningún
motivo y están al cuidado de los caporales. El día 5 se lleva a cabo el alba ganay, champa Apay, la misa y el gran encuentro de las canchas de negritos orquestas y bandas en
la plaza de armas de la ciudad donde se disfruta de las botijueras, paite, quemaditos y calentitos. Y luego se lleva a cabo el cinta watay (.amarre de cinta) en Belén por cada
cancha de negritos quienes hacen gala de la uniformidad de sus vestimentas, y sus mejores danzas y contradanzas artísticas. El día 6 a las cinco de la mañana se lleva en procesión al niño del Belén a la capilla San Roque, por todos los mayordomos, orquestas y bandas al son de danzas y contradanzas del niño perdido a la una de la tarde se lleva a cabo la pascua de
reyes donde todos los negritos se presentan con sus vestimentas de color blanco y realizan el famoso pascuarito, luego de su bailes característicos el mayordomo hace entrega de cargo al amito chiranday (nuevo mayordomo) y se degusta de las ricos ponches, quemaditos calientitos
y un gran almuerzo preparado por las casampaireras (cocineras) donde se puede
comer en cualquier ccarpuna o casa de los mayordomos. El día 7 cada uno de los mayordomos
visita la ccarpuna de los diferentes mayordomos al ritmo de las danzas y contradanzas de
los negritos quienes van acompañado de sus famosas maricas, y quienes son recibos con calientitos, quemaditos, y cajas de cerveza. El día 8 luego de ganar el alva de la misa y de
recorrer por las diferentes calles haciendo el wasikay (visita a las casas y tiendas) recolectando
toda clase de productos a cambio de sus bailes y contradanzas vuelven a su ccarpuna, para que luego se alisten y retomen al belén y realicen el cima paskay (desate de cinta) ofreciendo sus mejore números de danza y contradanza el día 9 a las cuatro de la mañana retorna el niño a la iglesia san José, acompañado por las canchas de negritos,, orquestas, bandas, amito pasmado, amito chiranday y demás feligrés, a las dos de la tarde se lleva a cabo el despacho hasta
watankama (otro año) en el lugar denominado solleracruz con el tradicional botija kuchpay (arreo de botella) por la falda del cerro, con danzas contradanzas, gozan con e el baile popular de la botijutíra y sacabranca, seguidamente embriagados por los calientitos, quemaditos, y la chicha de jora recorren las calles de Castrovirreyna cantando la rnuliza de Castrovirreyna, al llegar a la
puerta de la iglesia dejan las ramas que adornan el Belén y botan sus uniformes de bailarines hasta el próximo año.

### San Roque
Este santo se ha hecho famoso en el mundo por los grandes favores que consigue a favor de pobres y enfermos. Su popularidad ha sido verdaderamente extraordinaria cuando a pueblos o regiones han llegado pestes o epidemias, porque consigue librar de la enfermedad y del contagio a muchísimos de los que se encomiendan a él. Quizás él pueda librarnos de epidemias peligrosas.
San Roque nació en Montepellier, de una familia sumamente rica. Muertos sus padres, él vendió todas sus posesiones, repartió el dinero entre los pobres y se fue como un pobre peregrino hacia Roma a visitar santuarios. Y en ese tiempo estalló la peste de tifo y las gentes se morían por montones por todas partes Roque se dedicó entonces a atender a los más abandonados. Amuchos logró conseguirles la curación con sólo hacerles la señal de la Santa Cruz sobre su frente. A muchísimos ayudó a bien morir, y él mismo les hacía la sepultura, porque nadie se atrevía a acercárseles por temor al contagio. Con todos practicaba la más exquisita caridad. Así llegó hasta Roma, y en esa ciudad se dedicó a atender a los más peligrosos de los apestados. La gente decía al verlo; "Ahí va el santo".
Y un día mientras atendía a un enfermo grave, se sintió también él contagiado de la enfermedad. Su cuerpo se llenó de manchas negras y de úlceras. Para no ser molesto a nadie, se retiró a un bosque solitario, y en el sitio donde él se refugió, ahí nació un aljibe de agua cristalina, con la cual
se refrescaba. Y sucedió que un perro de una casa importante de la ciudad empezó a tomar cada
día un pan de la mesa de su amo e irse al bosque a llevárselo a Roque. Después de varios días de repetirse el hecho, al dueño le entró curiosidad, y siguió los pasos del perro, hasta que encontró
al pobre llaguiento, en el bosque. Entonces se llevó a Roque a su casa y lo curó de sus llagas y enfermedades. Apenas se sintió curado dispuso el santo volver a su ciudad de Montepellier. Pero
al llegar a la ciudad, que estaba en guerra, los militares lo confundieron con un espía y lo encarcelaron. Y así estuvo 5 años en la prisión, consolando a los demás prisioneros y ofreciendo
sus penas y humillaciones por la salvación de las almas. Y un 15 de agosto, del año 1378, fiesta de laAsunción de la Virgen Santísima, murió como un santo. Al prepararlo para echarlo al ataúd
descubrieron en su pecho una señal de la cruz que su padre le había trazado de pequeñito y se dieron cuenta de que era hijo del que había sido gobernador de la ciudad. Toda la gente de Montepellier acudió a sus funerales, y desde entonces empezó a conseguir de Dios admirables milagros y no ha dejado de conseguirlos por montones en tantos siglos. Lo pintan con su bastón y
sombrero de peregrino, señalando con la mano una de sus llagas y con su perro al lado, ofreciéndole el pan.

### Patrón de Castrovirreyna
Cuenta la tradición que a mediados del siglo XVI encontrándose Castrovirreyna en su apogeo, por las más de 400 minas que se explotaban, mientras que la población crecía, habiendo necesidad de nombrar las autoridades civiles y militares, siendo el primer corregidor; Don Pedro de Córdova y Mejia del habito de Santiago, y alguacil mayor de la audiencia de los reyes. Por entonces los ricos mineros quisieron imitar el lujo, los caprichos dispendios, las vanidosas fantasías y la manera de ser de los de la ciudad de Potosí, así como de Laycacota. Las procesiones eran un incentivo para ellos, y aquel año, que no se puede determinar con fijeza eran grandes los preparativos que se hacía para la FIESTA DEL CORPUS CRISTI. Disputábanse El alferazgo y del banquete o prerrogativa de llevar el guion y de hacer los gastos de la tiesta, a dos de los mineros más poderosos, criollo el uno y español el otro. Llegado el día de hacer la elección en cabildo triunfo el español por mayoría para realizar la fiesta, quien celebró con música y cohetes exasperando así al partido contrario. La procesión fue suntuosa. Arcos formados con barras de plata y adornados se miraban por toda la calle, y las familias españolas se habían vestido con las mejores alhajas y trapitos que tenían en su baúl El alférez o mayordomo de la fiesta iba muy orgulloso y vestía con jubón y calzón corto, de finísimo terciopelo azul, capa de caballero de Alcántara y sujeto al cuello una cadena de oro con una espléndida cruz de brillantes. A poco andar de la procesión, asomó por una esquina el vencido criollo con un grupo de sus parciales, y se lanzaron a arrebatar el guion de manos del alférez, los españoles estaban prevenidos para el lance, y por arte de encantamiento salieron a relucir espadas, puñales y mosquetes; los indios igualmente armados acudieron por las bocacalles, y empezó entre partidos un sangriento combate. Algunos muertos y heridos contábanse ya de ambos bandos, sin que la ventaja de la lucha se pronunciase por ninguno, de pronto el sacerdote cayó al suelo, mortalmente herido en el pecho, una bala, destrozando un rayo de oro de la custodia lo había atravesado. La consternación fue general, el espanto se apoderó de los ánimos, cesó el combate y los indios se dispersaron. Y si como un anatema hubiera caído del cielo sobre Castrovirreyna empezó la desolación del asiento. Unas minas se derrumbaron otras dieron en agua, y para colmo de desdichas una epidemia que los naturales llamaron, ferrochuceo, y que se presume fue el tifus, arrebato dos tercios de la población. Ante tantos desmanes los franciscanos enterraron los objetos de valor del convento y de las iglesias, abandonaron el pueblo hacia el noroeste y en su travesía subieron a la cúspide de un cerro denominado "Santo-Cristo" en cuya cima colocaron una cruz de acero, y mirando hacia el pueblo pronunciaron estas palabras:
"PUEBLO QUE EN TI SERA PECADO, NO QUEDE PIEDRA SOBRE PIEDRA Y TU TOTAL DECADENCIA DURARÁ HASTA QUE EL TIEMPO CONSUMA ESTA CRUZ" 
LOS ESPAÑOLES CONOCEDORES DE LOS MILAGROS REALIZADOS POR SAN Roque en contra de las pestes y calamidades que habían asolado Europa a través de los siglos, mandaron traer de España una imagen de este santo que fue colocado en una capilla a la vera del camino a Huancavelica. A su llegada al pueblo invocando su piedad; las enfermedades desaparecieron milagrosamente atribuyéndose dicho suceso a nuestro venerado médico "San Roque", que lo tomaron como patrón del pueblo y de los mineros. Celebrando su fiesta anualmente del 15 al 18 de agosto.